# Canallas (película)
Canallas es una película española dirigida por Daniel Guzmán y protagonizada por Joaquín González, Luis Tosar y el propio Guzmán. Su estreno se produjo el 1 de abril de 2022.

## Sinopsis
Joaquín, Brujo y Luismi son tres canallas de barrio que vuelven a encontrarse después de veinte años. Brujo y Luismi siguen sin oficio pero con algún que otro beneficio, mientras que Joaquín se ha convertido en un importante y reconocido empresario. O eso cree él. A sus 47 primaveras, Joaquín sigue viviendo en Orcasitas en casa de Esther, su madre, junto a Brenda, su hija, campeona de yo-yo, y Chema, su hermano, soldador y maestro "Wing-chun".

## Reparto
- Luis Tosar interpreta a Luismi
- Luis Zahera interpreta a Gallego
- Daniel Guzmán interpreta a Brujo
- Miguel Herrán interpreta a Brujo joven
- Julían Villagrán interpreta a Moisés
- Antonio Durán "Morris" interpreta a Francisco
- Juan Carlos Vellido
- Carlos Olalla
- Álex Barahona
- María Jesús Hoyos
- Joaquín González interpreta a Joaquín González
- Darío Loureiro interpreta a Luismi joven
- Víctor Ruiz interpreta a Jacinto 'Popeye'
- Juana Andueza interpreta a Amiga de Esther
- Gerald Torres interpreta a Joaquín González joven
- Chema González interpreta a Chema
- Esther Álvarez interpreta a Esther
- Brenda González interpreta a Brenda

## Producción
Tras siete años de trabajo, el rodaje comenzó el 18 de octubre de 2019, aunque su título inicial era Joaquín González. Canallas es una producción original Movistar+ en colaboración con El Niño Producciones, Zircocine y La Canica Films, con la distribución de Universal Pictures.
En la película participan actores profesionales, de la talla de Luis Tosar, Luis Zahera o Miguel Herrán, además de actores no profesionales, como el protagonista Joaquín González, que aparece en la película junto a su familia real: Esther, su madre, Brenda, su hija, y Chema, su hermano.
El 19 de marzo de 2022 se presentó en la 25.ª edición del Festival de Málaga.